# Tomasz Heger
Tomasz Heger (fl. XX secolo) è stato un calciatore ungherese, di ruolo centrocampista.

## Carriera
Con l'Alba Audace disputò 17 gare con 3 gol all'attivo nel campionato di Divisione Nazionale 1926-1927.
Passato alla neonata A.S. Roma dopo la fusione, disputò due gare amichevoli nel luglio 1927 prima di rimpatriare perché non furono ammessi calciatori stranieri nel campionato italiano.